# Wacdaan
Wacdaan o wacdaan cismaan és un clan somali, del gran grup de clans hawiye.
Els wacdaan habiten principalment el baix Shabelle i la regió de Banaadir, a Somàlia. Fou un dels clans més poderosos de la part central de Somàlia i van tenir part en el govern del poderós Sultanat de Geledi.